# Oxytettix
Oxytettix is een geslacht van rechtvleugeligen uit de familie doornsprinkhanen (Tetrigidae). De wetenschappelijke naam van dit geslacht is voor het eerst geldig gepubliceerd in 1929 door Rehn.

## Soorten
Het geslacht Oxytettix omvat de volgende soorten:
- Oxytettix arius Rehn, 1929
- Oxytettix cataphractus Rehn, 1937
- Oxytettix hastatus Hancock, 1900
- Oxytettix lathraeospanius Günther, 1939
- Oxytettix macrocerus Günther, 1974